# Rosie Fortna
Rosie Fortna  , née le 18 décembre 1946 à Filadelfia en Italie, est une skieuse alpine américaine.

## Résultats sportifs

### Coupe du monde
- Résultat au classement général : 23e en 1967. : 20e en 1968. : 36e en 1969. : 24e en 1970. : 30e en 1971.